# السكسك بن وائل
السكسك بن وائل بن حمير هو ثالث الملوك الحميريين.
حياته ما بين (994 ق.هـ - 344 ق.م) - (883 ق.هـ - 236 ق.م)

## أبناءه
- يعفر [1]
- الملطاط [1]
- الصوأر [1]

## حياته
هو السكسك بن وائل بن حمير بن سبأ، كان حازماً جلداً وكان يهدم بناء من غلبه ويحرقه بالنار، وقد قاتل قضاعة بن مالك فغلبه وصار له حكمه.
وغلب على الشام، وصار له حكم مصر والمغرب ورجع إلى أرض بابل يريد نمرود بن ماش، فلما نزل بحنو قراقر من أرض العراق اعتل فمات فحملوه ورجعوا به قافلتين إلى اليمن، وافترق ملك اليمن من بعده على ملوك شتى.